# Quaestus nietoi
Quaestus nietoi es una especie de escarabajo del género Quaestus, familia Leiodidae. Fue descrita por Salgado en 1988.

## Distribución
Se encuentra en España.